# Grupo Burgon

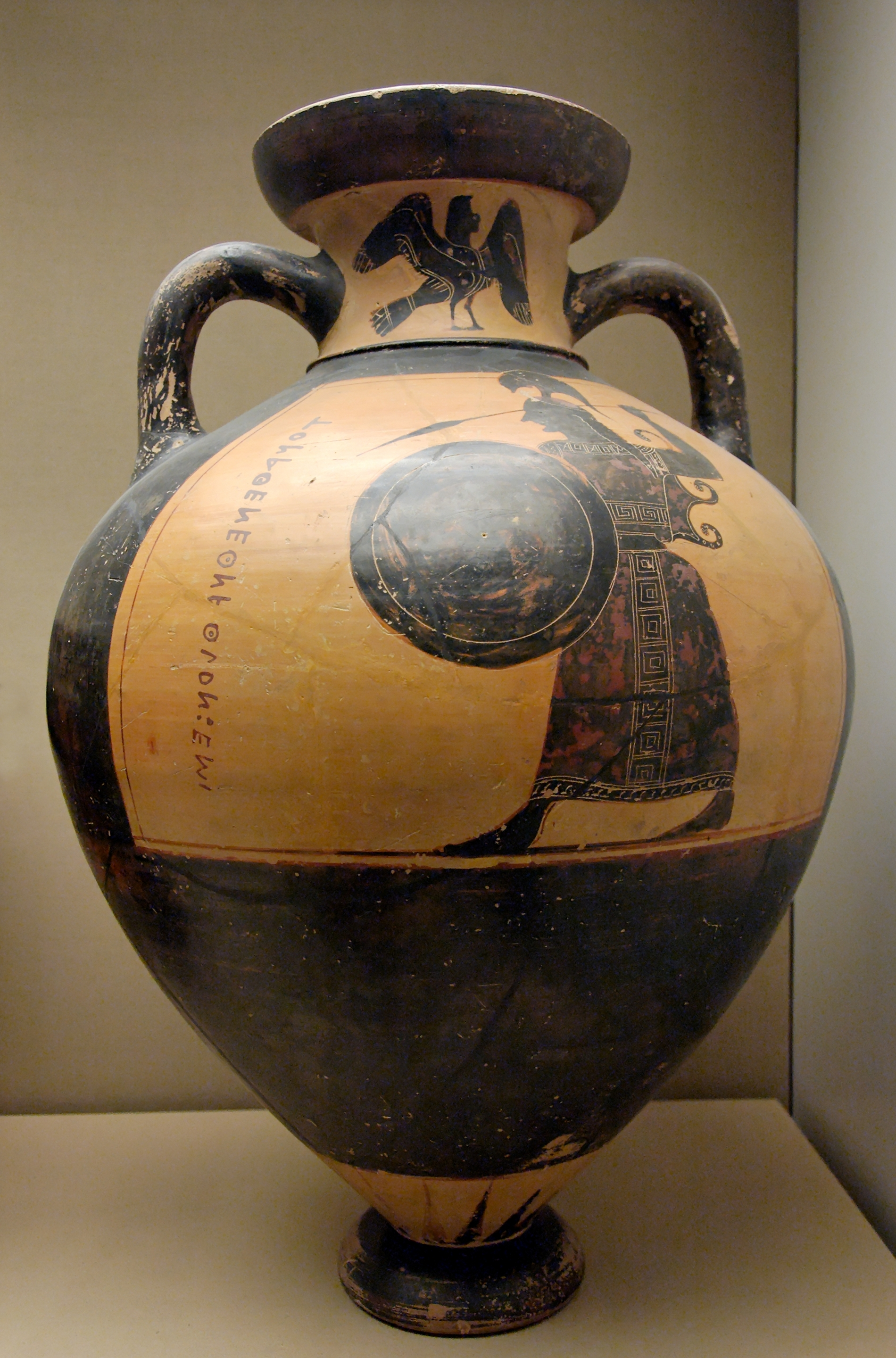
El ánfora Burgon, el más antiguo ejemplo de ánfora panatenaica. British Museum (Londres) circa 565/560 a. C.

El Grupo Burgon es el nombre convenido que se da a un grupo de pintores de vasos áticos de figuras negras que desarrollaron su actividad en el tercio central de siglo VI a. C.

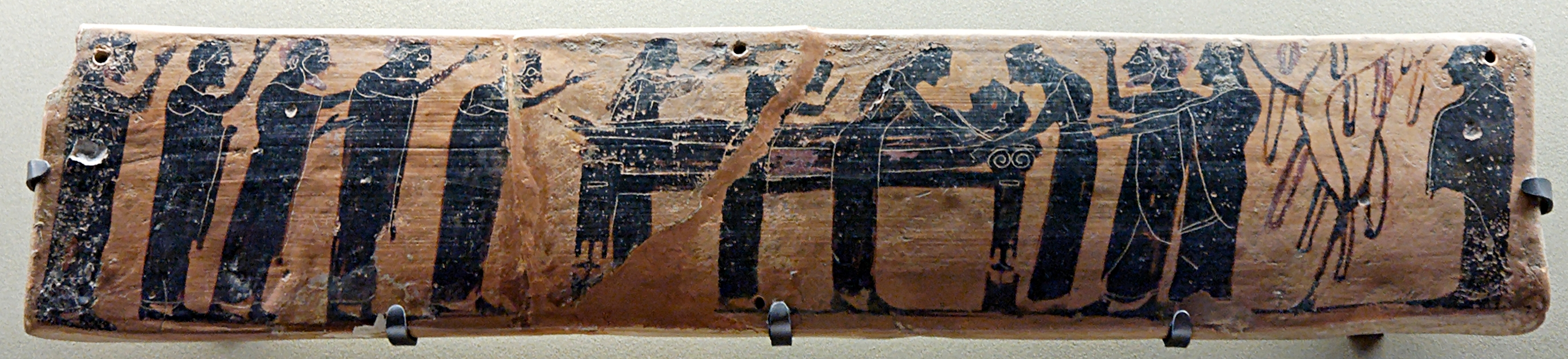
Pinax del Grupo Burgon: Escena de prótesis, Paris, Museo del Louvre CA 255.

El nombre del grupo procede de Thomas Burgon (1767–1838), quien en 1813 dirigió en Atenas las excavaciones en las que se descubrió el Ánfora panatenaica de premio Londres B 160, que actualmente se expone en el Museo Británico. 
El grupo, que los estudiosos modernos reconocen sobre las bases de semejanzas estilísticas de numerosos vasos, es especialmente importante por haber producido el ánfora panatenaica de premio más antigua, el ánfora Burgon. Como es habitual en tales ánforas, la imagen frontal muestra a la diosa Atenea, y la trasera un carro de dos caballos durante una carrera. Otra pieza famosa de este grupo es una copa de Siana con una escena de siembra, tal vez de significado mitológico. El Pintor de Londres B 76 es muy cercano estilísticamente al grupo Burgon.